# میناموتو نو کیتادا
میناموتو نو کیتادا (به ژاپنی: 源 公忠, Minamoto no Kintada); ۱ ژانویهٔ ۰۸۸۹ – ۱ دسامبر ۰۹۴۸) شاعر در دوره هی‌آن اهل ژاپن بود. دختر او همسر میناموتو نو ماسانوبو (وزیر چپ) بود.